# Craterodesmus ovatus
Craterodesmus ovatus är en mångfotingart som beskrevs av Loomis 1941. Craterodesmus ovatus ingår i släktet Craterodesmus och familjen Chelodesmidae. Inga underarter finns listade i Catalogue of Life.